# Badoumbé
Badoumbé (o Badumbe o Badumbé)) és una població de Mali a la riba esquerra del Bakhoy. Està situada a més de 50 km a l'est de Bafoulabé.
El 1880 Josep Gallieni va sortir cap aquesta regió el 30 de gener de 1880 acompanyat pels tinents Valière i Piètri, els metges Bayol i Tautain, 21 tiradors, 7 spahis, 1 laptot, 60 carregadors amb un comboi de 260 bèsties de càrrega, o sigui en total 50 homes; després de parar uns dies a Bakel per organitzar la caravana va arribar a Bafoulabé l'1 d'abril. Allí, amb algun guia local, va seguir avançant i va arribar a Badumbé. Allí es van separar i Valière va explotar la vall del Bakhoy, Piétri la vall del Baoulé i Gallieni el territori de Kita. Posteriorment el 1881 el coronel i comandant superior del territori de l'Alt Senegal, va fundar un fort a la població. El gener de 1884 el domandant superior Frey va reunir un comboi amb 400 homes a Badumbé. Molts dels soldats estaven afectats per les febres però van arribar a Bamako sense incidents. L'abastiment de la fortificació francesa de Badoumbé es va fer en piragües des de Dioumou (a uns 35 km al sud de Médine) fins que va estar enllestida la línia fèrria a Bamako.